# Cange (Haïti)
Cange est un village haïtien situé sur le plateau central, dans l'arrondissement de Mirebalais, le long de la Nationale 3, non loin du Lac de Péligre.  Il est le siège d'une mission fondée par le Père Fritz Lafontant et sa femme Yolande Lafontant pour venir en aide aux réfugiés écologiques chassés par la construction du barrage.  C'est là que Paul Farmer fit ses premières armes en développement humanitaire.  Ils y fondèrent le dispensaire Zanmi Lasante (en) avec Ophelia Dahl (en), Thomas J. White,Todd McCormack et Dr. Jim Kim.
L'histoire du développement humanitaire à Cange est décrite dans l'ouvrage Mountains Beyond Mountains (en) de Tracy Kidder.
Cange est appelé 'Do Key' dans l'étude sociologique de Paul Farmer concernant l'apparition du SIDA en Haïti (AIDS and Accusation: Haiti and the Geography of Blame).